# Véronique de Viguerie
Pour les articles homonymes, voir Viguerie (homonymie).
Véronique de Viguerie est une photojournaliste française née le 12 avril 1978 à Toulouse.
Elle a notamment réalisé pour Paris Match les photographies du commando taliban qui a tué neuf soldats français lors d'une embuscade en Afghanistan le 18 août 2008.

## Biographie
Véronique de Viguerie est née en 1978 à Toulouse,. Son père, Henry de Viguerie, est radiologue et photographe amateur. Elle grandit à Carcassonne et poursuit ses études en décrochant une maîtrise de droit.
Se passionnant pour la photographie, elle abandonne ses études de droit et reprend des études de photographie au Royaume-Uni.
Elle exerce son activité de photo-journaliste indépendante depuis 2004 et a vécu de 2004 à 2006 en Afghanistan dans le cadre de son travail.
Elle a ensuite fait des reportages en Colombie, en Irak, en Somalie ainsi qu'au Pakistan.
Elle retourne pour Paris Match en Afghanistan en 2008 « pour couvrir tout le côté afghan, après l’embuscade » du 18 août 2008. Elle parvient à gagner la confiance des talibans qu'elle avait déjà rencontrés antérieurement et qui l'autorisent à faire un photo-reportage auprès des talibans qui ont pris part à l'attaque. Ses photographies ont fait l'objet de vives critiques en France.
Elle est le sujet du 3e épisode de la série documentaire Witness produite par HBO et diffusée en novembre 2012 aux USA.

## Publications
- 2008 : Afghanistan, regards croisés, avec Marie Bourreau, Paris, Hachette  (ISBN 2012401201)
- 2011 : Carnets de reportage du XXIe siècle, avec Manon Quérouil-Bruneel, Paris, éd. Verlhac  (ISBN 9782916954844)
- 2015 : Profession reporters. Deux baroudeuses en terrain miné, avec Manon Quérouil-Bruneel, Éditions de La Martinière,  (ISBN 978-2732466460)
- 2019 : Véronique de Viguerie, t. 60, Reporters sans frontières (RSF) / édition illustrée, coll. « 100 photos pour la liberté de la presse », 7 mars 2019, 144 p. (ISBN 978-2362200564)[5].
- 2019 : Yémen, la guerre qu'on nous cache, avec Manon Quérouil-Bruneel, Images Plurielles, Paris,  (ISBN 978-2-919436-35-4)

## Expositions
Liste non exhaustive 
- 2021 : Sur le front syrien, Véronique de Viguerie et Virginie Nguyen Hoang, Musée de la Résistance et du Combattant, Montauban,18 mai au 19 novembre[6].
- 2021 : Ville en guerre, exposition collective par les lauréats du Visa d’or humanitaire du CICR, Galerie Fait & Cause, du 20 octobre au 17 décembre[7]

## Prix et récompenses
- 2006 : Prix Canon de la femme photojournaliste lors du festival de Perpignan Visa pour l'image pour un projet sur des Talibans[8]
- 2006 : Bourse Lagardère Jeune Talent[9]
- 2007 : Prix Jeune Photographe au festival d'Angers
- 2009 : 3e prix au World Press Photo[10]
- 2010 : Prix Bayeux-Calvados des correspondants de guerre[11]
- 2018 : Visa d’or Paris Match News, et Visa d’or humanitaire du Comité international de la Croix-Rouge (CICR)[8].

## Distinctions,
- 2019 :  Chevalier de l'ordre des Arts et des Lettres